# Tormod Hustad
Tormod Kristoffer Hustad est un architecte et homme politique norvégien du Nasjonal Samling né le 15 février 1889 à Inderøy et mort le 19 août 1973 à Oslo.
Diplômé de l'université technologique de Norvège en 1914, il conçoit plusieurs bâtiments publics et privés. Il est ministre de l'Agriculture dans le premier gouvernement de Vidkun Quisling, du 9 au 15 avril 1940, puis ministre du Travail dans la commission gouvernementale de Josef Terboven. Il conserve ce poste au sein du Gouvernement national de Quisling. En février 1944, il est contraint de démissionner à la suite de disputes avec Quisling et de pressions de la part des autorités allemandes. Il est remplacé par Hans Skarphagen.
Après la fin de la guerre, il est condamné aux travaux forcés à vie en 1946.